# Horst Küblböck
Horst Küblböck (* 1939) ist ein österreichischer Posaunist und Universitätsprofessor.
Bei der Gründung des Instituts für Jazz der Kunstuni Graz zum Jahr 1965 war Küblböck mit Tuba und Bassposaune Mitglied des Institutsensembles.
Ab 1969 besetzte er bei den Wiener Symphonikern die dritte Posaune. Er wirkte mehrfach beim Clemencic Consort mit.
Von 1982 bis 2001 war er Universitätsprofessor für Posaune an der Universität für Musik und darstellende Kunst Wien. Zu seinen Schülern zählten u. a. Otmar Gaiswinkler, Norbert Salvenmoser, Gerhard Füßl, Bernhard Holl, Sebastian Fuchsberger und Tibor Nemeth.
Sein Sohn Dietmar Küblböck ist ebenfalls Professor für Posaune.